# Albrecht Beyer
Albrecht Beyer (* 23. Oktober 1902 in Perlin; † 3. Februar 1972 in Bad Doberan; vollständiger Name: Albrecht Otto Heinrich Beyer) war ein deutscher lutherischer Theologe. Er lehrte an der Universität Rostock.

## Leben
Der Sohn des Pastors Albrecht Beyer (1865–1923) und dessen Frau Marie Beyer, geborene Danckert (* 1871), bestand 1921 in Schwerin sein Abitur und begann zunächst eine Lehre zum Bankkaufmann. Schlussendlich aber studierte er Evangelische Theologie an den Universitäten Rostock und Göttingen. Nach Studiumsabschluss 1925 besuchte er 1926/1927 ein Schweriner Predigerseminar und wurde danach Vikar der Rostocker Marienkirche.
Beyer ging 1930 als Pastor nach Warnemünde. Im folgenden Jahr wurde er in Rostock zum Lizentiaten der Evangelischen Theologie ernannt. 1932 habilitierte er für systematische Theologie und wurde anschließend Privatdozent. Die Pastorenstellte hatte er bis 1939 inne, danach trat er der Wehrmacht als Pfarrer der Marine bei. Später geriet er dabei in französische Kriegsgefangenschaft.
1948 kehrte Beyer zurück und nahm seine Pastorstelle in Warnemünde wieder an. Im gleichen Jahr wurde er Dozent mit Lehrauftrag an der Rostocker Universität, die ihn 1951 schließlich zum Professor ernannte. Die Professur und die Pfarrstelle hatte er bis zu seiner Emeritierung 1968 inne, beendete seine Lehrtätigkeit aber erst im nächsten Jahr.

## Wirken
Beyer erwies sich als fleißiger theoretischer und praktischer Theologe. Sein umfassendes Wirken insbesondere in der Gemeinde allerdings war Grund, dass von ihm nicht viele Werke vorliegen.

## Werke (Auswahl)
- Offenbarung und Geschichte. Zur Auseinandersetzung mit der Theologie von Paul Althaus (Habilitationsschrift, Schwerin 1932)
- Das Vermächtnis Friedrich Brunstäds an die lutherische Theologie und Kirche, in: Heinrich Benckert (Hg.): Kirche – Theologie – Frömmigkeit. Festgabe für Gottfried Holtz zum 65. Geburtstag, Berlin 1965, S. 47–54.